# 紫边白樱蛤
是帘蛤目樱蛤科Pseudometis属的一种。主要分布于中国大陆、台湾，常栖息在浅海沙底、潮间带至潮下带49米。